# Октябрьский район (Екатеринбург)

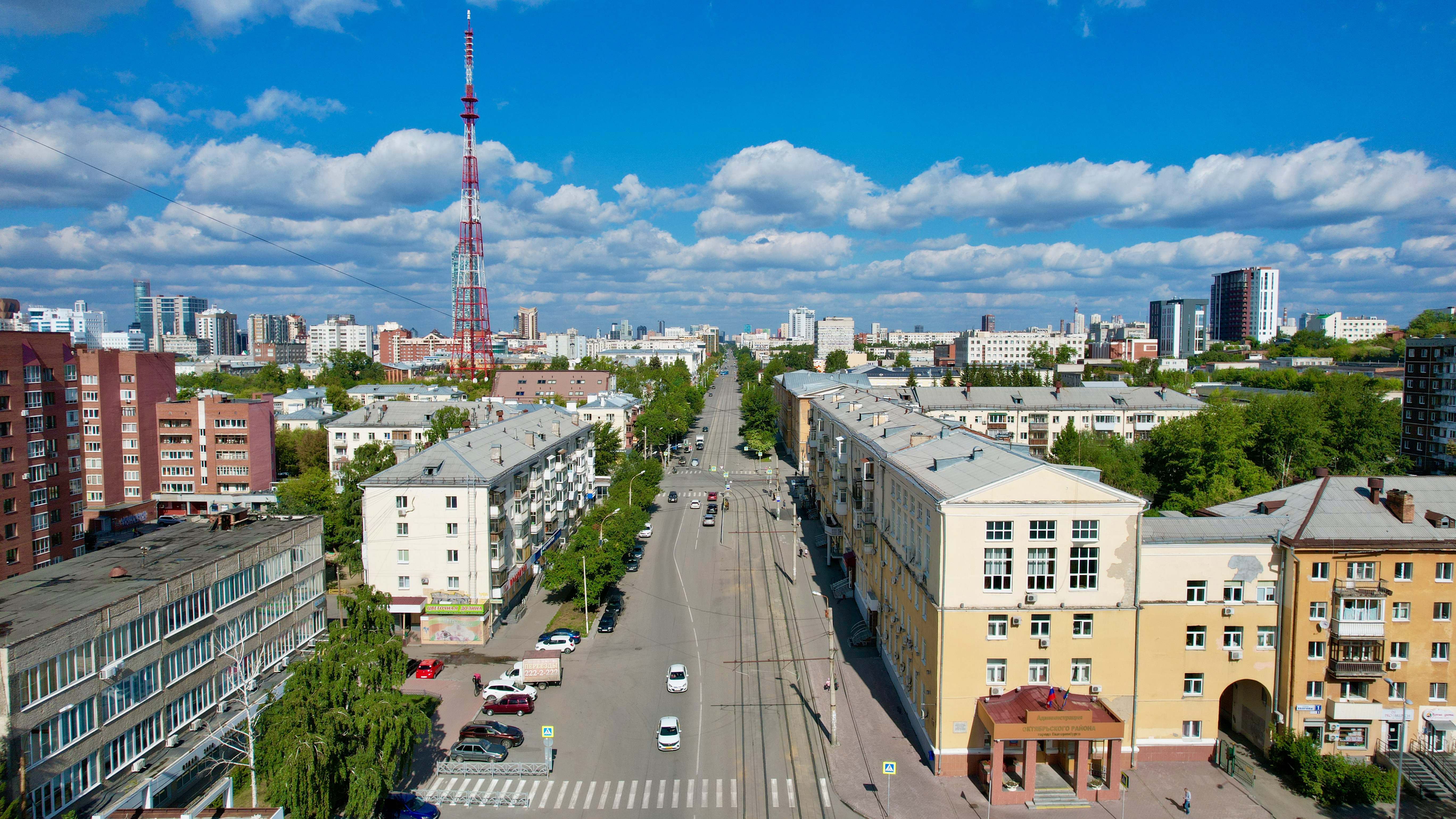
Улица Луначарского

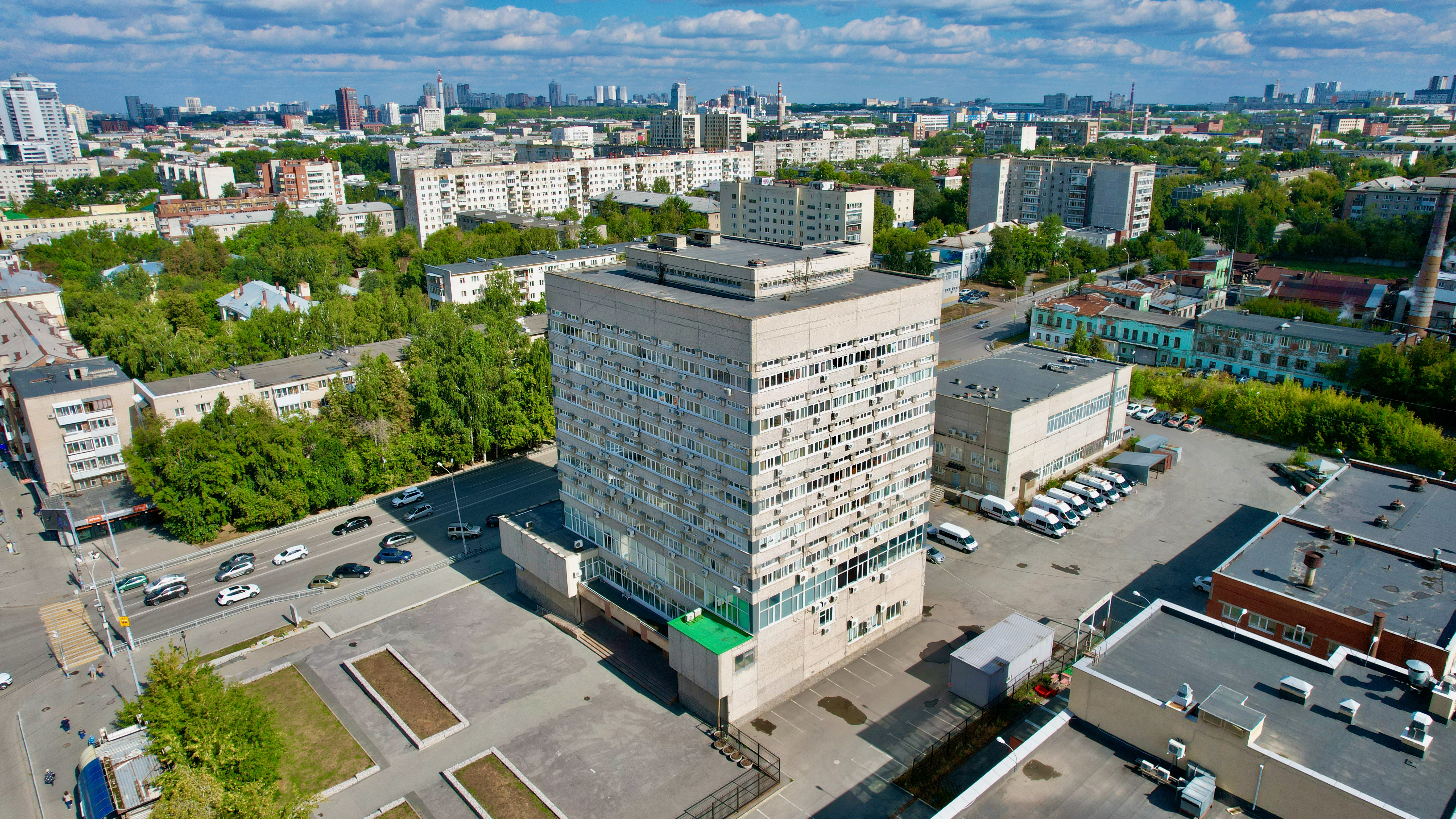
Здание Федерального управления автомобильных дорог Урал

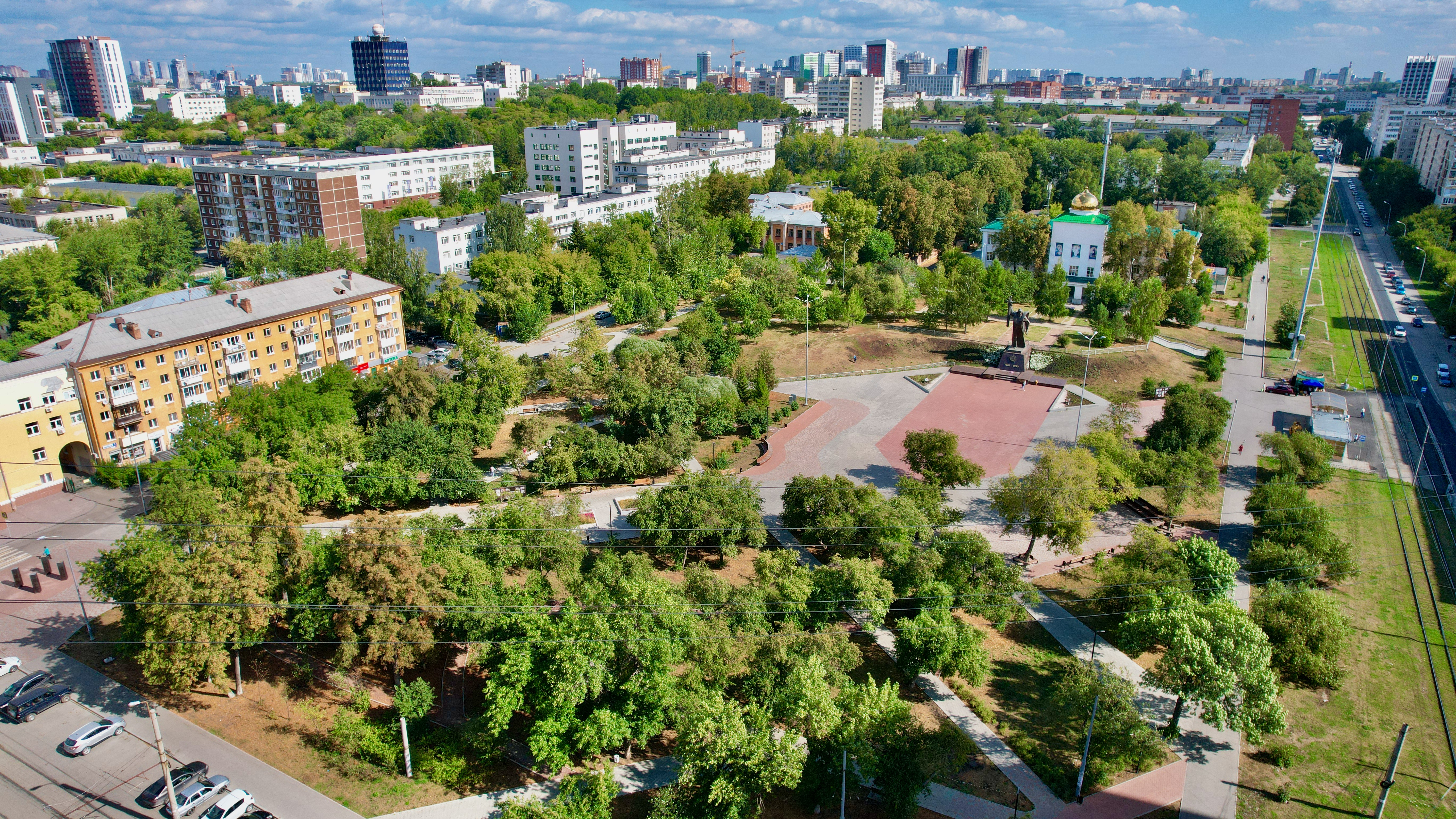
Площадь Обороны

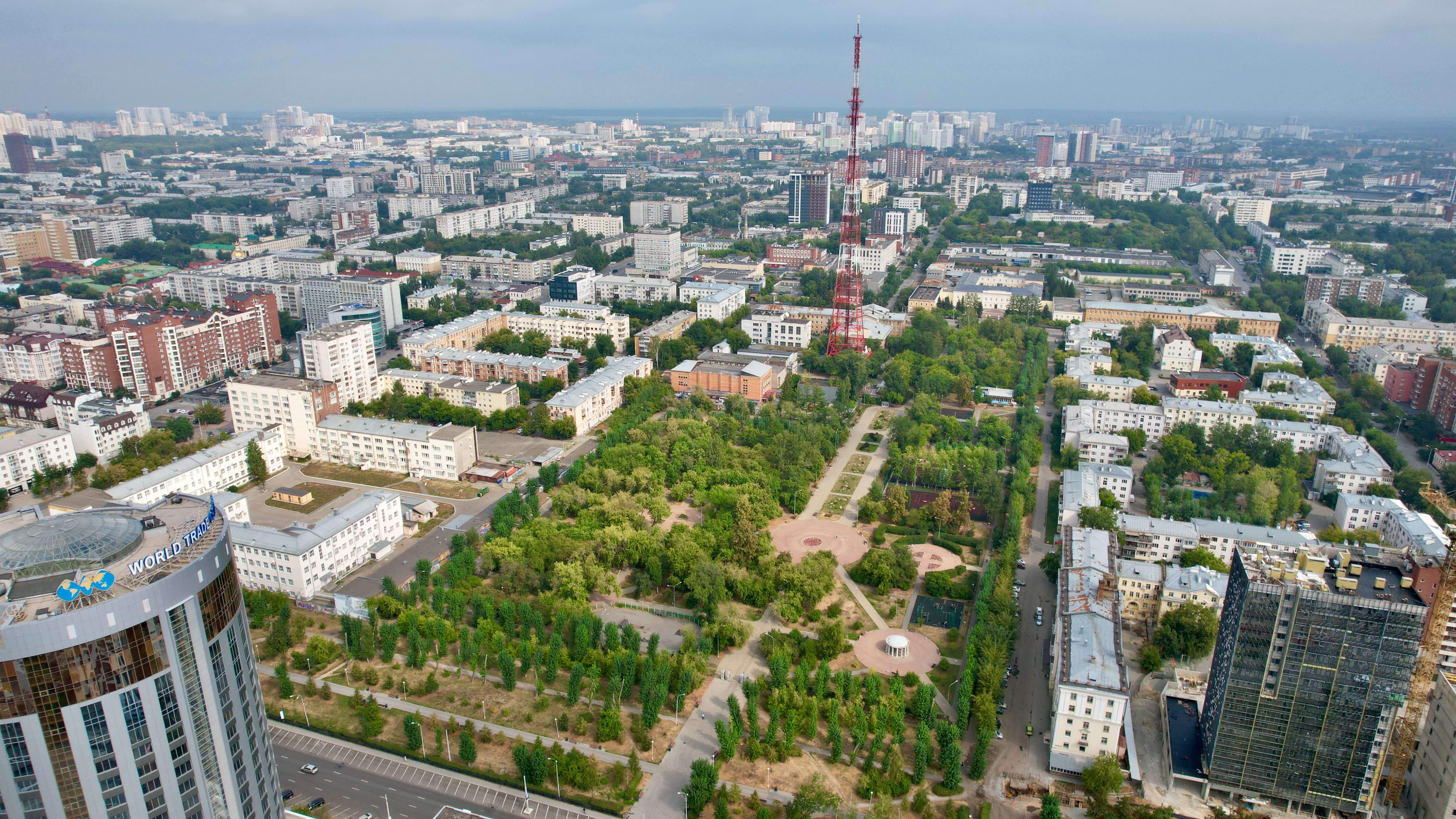
Парк имени Павлика Морозова

Октя́брьский райо́н — один из восьми внутригородских районов города Екатеринбурга.

## География
Октябрьский административный район занимает юго-восточную территорию Екатеринбурга от центра до посёлков Кольцово и Глубокое. Площадь района составляет 15,7 тыс. га.
В состав Октябрьского района входят следующие территории: часть Центрального района, Синие камни, Парковый, Шарташский рынок; микрорайоны – Чапаевский, Птицефабрика,Синие камни, Компрессорный, Кольцово, Малый Исток, Истокский, Новокольцовский.

## История
Октябрьский район был образован 16 марта 1934 года, но формирование территории относят к более ранним периодам.
В 1770-е годы в восточной части Екатеринбурга за пределами земляного вала была сооружена новая крепость — Большой вал. За её границами сложилась улица-односторонка Завальная, в дальнейшем — Солдатская (Красноармейская) — первая улица Октябрьского района. Вскоре эта территория стала важным для своего времени транспортным узлом: в 1783 году большой Сибирский тракт был переведён на Екатеринбург (по маршруту Москва—Казань—Пермь—Тобольск). Почти столетие по этой дороге совершалось основное торговое движение из Европейской в Азиатскую Россию.
В 1798 году в город прибыл мушкетёрский полк, получивший название «Екатеринбургский». Учения солдат проходили на Солдатской площади (ныне это парк им. П. Морозова и сквер в границах улиц Белинского—Куйбышева—Декабристов). Воины Екатеринбургского мушкетёрского полка прославились своим мужеством и героизмом в сражениях Отечественной войны 1812 года.
В 1840-е годы недалеко от Сенной площади по ул. Васенцовской (ныне ул. Луначарского) были построены Оровайские казармы, где размещались военные команды и воинские подразделения.
В 1834—1836 годах на Лысой горе была построена одна из первых в России метеостанция.
В 1883 году было открыто движение Кунгур—Пермь тогда ещё недостроенного Сибирского (Московского) тракта, состоявшего из двух частей: одна была обращена к Москве, другая — к Сибири. Всё сообщение с Сибирью пошло по этой дороге, что дало возможность проезжавшему в 1878 году президенту географического общества в Вене профессору Гохштеттеру писать, что за четырёхдневный переезд из Екатеринбурга в Пермь он насчитал 3563 одноконных телег с грузом в 20—25 пудов, или около 10 телег на каждый километр пути. Кроме того, он встретил сотни тарантасов, на станциях находилось по 10—12 экипажей, ожидавших перезапряжки, и до 30 транспортов арестантов, следовавших в Сибирь.
В административном отношении район окончательно оформился 16 марта 1934 года. К этому времени здесь сложилась индустриальная база, а также ряд культурных и научно-образовательных центров. В 1930 году был открыт Уральский лесотехнический институт. В 1899 году на территории района была открыта первая публичная общедоступная библиотека Екатеринбурга — библиотека им. В. Г. Белинского.
В конце 1941 года начало работать конструкторское бюро, работавшее над созданием самолёта с реактивным двигателем. Его первый полёт состоялся в мае 1942 года, самолёт пилотировал летчик-испытатель Г. Я. Бахчиванджи, погибший при испытаниях в марте 1943 года и посмертно удостоенный звания Героя Советского Союза. Более 40 тысяч жителей района были удостоены боевых наград в Великой Отечественной войне, четырнадцати из них присвоено звание Героя Советского Союза.
В годы Великой Отечественной войны предприятия Октябрьского района освоили выпуск оборонной продукции. На территории района были размещены эвакуированные фабрики и заводы. На базе Свердловского и Смоленского заводов дорожного машиностроения, Воронежского им. Коминтерна был организован завод № 760, выпускавший знаменитые «катюши». В 1960-х годах на Уральском компрессорном заводе было освоено производство аэродромных компрессорных станций для заправки самолётных систем сжатыми газами, а несколько позже — компрессоров высокого и сверхвысокого давления.
В годы войны на предприятии № 217 производились авиационные прицелы, приёмники к пулемётам, узлы к затворам орудий. В 1943 году на юго-восточной окраине города, в посёлке Кольцово, был построен аэродром, ставший важным стратегическим узлом, через который с заводов Урала, Сибири, Дальнего Востока перебрасывалась на фронт техника и вооружения.
В послевоенные годы шло дальнейшее наращивание промышленного потенциала Октябрьского района. На птицефабрике «Свердловская» появились инкубаторы, началось выращивание молодняка в зимних условиях. Дальнейшее строительство 60-х годов привело к становлению крупного комплекса-микрорайона со своими детскими комбинатами, поликлиникой, благоустроенным жильём.
Также в 60-е годы были построены новые производственные помещения для завода химреактивов, парфюмерной фабрики. Была введена в строй и кондитерская фабрика на 26 тыс. тыс. изделий в год. Коллектив управления магистральных газопроводов Бухара-Урал и районное Малоистокское управление увеличили протяженность газовых магистралей до 5 тыс.км и природный газ был подведен к 20 предприятиям города, в том числе к 6 предприятиям района. Восстанавливались и другие предприятия района, первые шаги были сделаны в области образования, здравоохранения, благоустройства.

### Площадь Обороны
Исторически площадь называлась Сенной по исполняемой ею функции: на площадь из прилегающих к Екатеринбургу деревень и посёлков свозилось для продажи сено. В 1840-е годы недалеко от Сенной площади по ул. Васенцовской (ныне ул. Луначарского) были построены Оровайские казармы, где размещались военные команды и воинские подразделения.
В 1910—1912 годах в её северо-восточном углу площади (улица Луначарского, 210) было построено здание начальной школы, которое сохранилось до настоящего времени.
В 1919 году площадь была переименована в Площадь имени Первого Мая и приобрела статус главной городской площади. На площади установили дощатую трибуну, у которой проводили демонстрации 1 мая и 7 ноября, военно-строевые учения. Также на площади проходили спортивные соревнования, имелось футбольное поле.
С конца 1920‑х годов площадь начала застраиваться: сначала на её территории построили Третий и Шестой дома Горсовета, а в 1930 году на ней появилось здание промышленно-экономического техникума и корпус фабрично-заводской семилетки, а между этими зданиями был разбит городской парк имени Павлика Морозова. В 1945 году по западной границе бывшей площади (вдоль улицы Белинского) вернувшиеся с фронтов Великой Отечественной войны студенты Уральского государственного университета заложили аллею тополей в память о тех, кто погиб на этой войне. В 1965 году на остававшейся до этого незастроенной восточной части площади возвели 192‑метровую телевизионную вышку и здание современной Свердловской государственной телерадиокомпании.

## Население
| 1979     | 2002     | 2007     | 2009     | 2010     | 2012     | 2013     |
| -------- | -------- | -------- | -------- | -------- | -------- | -------- |
| 115 734  | ↗119 286 | ↗140 100 | ↘136 012 | ↘135 346 | ↗138 274 | ↗139 822 |
| 2014     | 2015     | 2016     | 2017     | 2018     | 2019     | 2021     |
| ↗141 430 | ↗143 560 | ↗145 270 | ↗146 670 | ↗147 965 | ↗148 981 | ↗151 775 |

## Экономика
Крупные промышленные предприятия:
- ОАО ПО «Уральский оптико-механический завод», Уральский завод гражданской авиации (УЗГА), ОАО «Пневмостроймашина», ОАО «Уральский компрессорный завод», ОАО «Завод радиоаппаратуры», АО "НПО «автоматики», ОАО НПП «Старт».

Крупные предприятия пищевой промышленности:
- ОАО кондитерское объединение «Славянка», ООО «Томаста», Птицефабрика «Свердловская» представляет отрасль сельского хозяйства. Концерн «Калина» — крупнейший производитель парфюмерии, косметики и бытовой химии в России.

На территории района расположены фармацевтические предприятия «Фармация» и «Предприятие по производству бактерийных и вирусных препаратов». Аэропорт «Кольцово» (обслуживает более 2 млн чел. в год и сотрудничает более чем с 65 российскими и зарубежными авиакомпаниями), самые современные в городе деловой центр «Атриум Палас Отель» и Бизнес-центр «Антей».

### Транспорт
Отличительной особенностью района являются: большая протяжённость территории — вдоль транспортных магистралей. Протяжённость дорог областного значения составляет 145,7 км, а также особенностью является наличие отдалённых изолированных территорий. На границе района находится вход в станцию метро Ботаническая.

### Торговля
На территории района работают 2 специализированных рынка:
- крупнейший строительный торговый комплекс «ДОКЕР», ул. Бахчиванджи, 2
- сельскохозяйственный «Шарташский рынок», Восточная, 15а

Объектов мелкорозничной торговли — 222, из них 35 объектов спец. сети.

## Культура и образование
Два красивейших театра города: Академический театр оперы и балета и Театр кукол.
Любимыми местами отдыха горожан являются «Екатеринбургский зоопарк» и «Центральный парк культуры и отдыха им. Маяковского».
Образовательный комплекс Октябрьского района представлен 58 учреждениями общего и дополнительного образования, на территории района находится Уральский государственный лесотехнический университет.

## Глава администрации
- 1992—1996 гг. — Юрий Григорьевич Кузнецов;
- 1996—2000 гг. — Виталий Петрович Овчинников;
- 2000—2002 гг. — Надежда Борисовна Бледных;
- 2002—2004 гг. — Константин Яковлевич Крынин;
- 2004—2011 гг. — Сергей Николаевич Назаров;
- 2011—2014 гг. — Валерий Петрович Строшков;
- 2014—2017 гг. — Александр Владимирович Мирошник;
- 2017—2020 гг. — Роман Александрович Рудометов;
- 2020 — по настоящее время — Игорь Витальевич Костенко

## Политическая жизнь
На областных выборах, прошедших 8 октября 2006 года, в списки для голосования Октябрьской избирательной комиссии г. Екатеринбурга были внесены 112 878 избирателей. В выборах участвовало 25 807 человек, что составило 22,86 % от общего числа избирателей.
Результаты голосования по выборам в Областную Думу по Октябрьскому району
- Единая Россия — 8354 человека — 32,38 %
- РПЖ — 4914 — 19,05 %
- Российская партия пенсионеров — 3716 — 14,40 %
- КПРФ — 1835 — 7,11 %
- Яблоко — 1367 — 5,30 %
- Родина — 1280 — 4,96 %
- ЛДПР — 1111 — 4,31 %
- Свободная Россия — 705 — 2,73 %
- Патриоты России — 451 — 1,75 %
- Народная воля — 152 — 0,59 %
- Против всех списков кандидатов — 1631 — 6,32 %

## Историческое административно-территориальное устройство
Кольцовский поссовет (в подчинении Октябрьского района) — рабочий посёлок Кольцово, посёлки Глубокое, Исток, Мостовка, Семь Ключей.
31 декабря 2004 года рабочий посёлок Кольцово был включён в черту города Екатеринбурга.
11 февраля 2016 года посёлки Глубокое, Мостовка, Перегон, Семь Ключей были включены в черту города Екатеринбурга.
1 октября 2017 года Кольцовский поссовет был упразднён.